# Antonio Brioschi
Pour les articles homonymes, voir Brioschi.
Œuvres principales
26 symphonies
Antonio Brioschi (fl.  c. 1725-1750) est un compositeur italien, cofondateur de l'école symphonique de Milan, qui a écrit au moins 26 symphonies.

## Biographie
Les lieux de naissance et de mort d'Antonio Brioschi ne sont pas connus. Il a été actif entre 1725 et 1750 à Casale Monferrato. En 1733, pour l'inauguration de la synagogue de Casale Monferrato, a été donnée une cantate juive précédée par une symphonie en sol majeur de Brioschi. Le lien avec Casale est également confirmé par la présence de deux autres symphonies, en date de 1734, déposées à la Bibliothèque publique de "John Reed" à Casale Monferrato.
Antonio Brioschi a été un pionnier du classicisme à Casale Monferrato. En dehors de ces bribes d'informations sur sa vie, on ne sait pratiquement rien. Il est, avec Giovanni Battista Sammartini, le cofondateur de l'école symphonique de Milan qui compte en ses rangs Ferdinando Galimberti, Giovanni Battista Lampugnani, Francesco Zappa, Fortunato Chelleri et Andrea Zani. Il a donc été l'un des premiers compositeurs de symphonies, qui ont précédé l'école de Mannheim et le style viennois classique.
Il a été un compositeur très prolifique, surtout dans le domaine symphonique. Ses œuvres, comme celles de Sammartini, avaient une certaine popularité dans l'Europe du temps et beaucoup d'entre elles ont été publiées à Londres et à Paris. Il avait l'habitude d'appeler ses symphonies avec des noms différents, comme sonate, Overtura, trio.

## Œuvres
Les sonates publiées sont en réalité des symphonies.
- 12 sonate per 2-3 violini e basso continuo, op. 1 (sol majeur, si majeur, la majeur, sol majeur, fa majeur, mi majeur, re majeur, do majeur, si majeur, re majeur, fa majeur ; 1741-2)
- 6 sonate per 2 violini, viola e basso continuo, op. 2 (sol majeur, mi majeur, fa majeur, sol majeur, mi majeur, si majeur ; 1745)
- 4 sonate per 2-3 violini e basso continuo (si majeur, si majeur, mi majeur, si majeur)
- 6 sonate per 2 violini e basso continuo (mi majeur, mi majeur, la majeur, si majeur, sol majeur, sol majeur)
- Sinfonia en mi majeur
- Sinfonia en la majeur, per 2 violini, viola e basso continuo
- 91 tra sinfonie a quattro, concertini a tre e quattro e sonate a tre.
- 51 tra sinfonie, concerti e sonate a tre
- 25 sinfonie di dubbia attribuzione

## Enregistrements
L'orchestre Atalanta Fugiens, dirigé par Vanni Moretto, a consacré deux disques à Brioschi dans la collection Archivio della sinfonia milanese publiée par le label Deutsche Harmonia Mundi : 
- 2006 : Sei Sinfonie (1733-1741)
- 2012 : Six Symphonies (1740-1744)